# El Espinal (Oaxaca)
El Espinal (en zapoteco Guidxi Guichi: Lugar de espinas) es una población mexicana del estado de Oaxaca, ubicada en el istmo de Tehuantepec, y muy cercana a la ciudad de Juchitán de Zaragoza.

## Ubicación
Con una altura  de 14 metros sobre el nivel del mar, su clima es cálido, con vientos dominantes del norte y lluvias regulares en verano. Se sitúa al margen oriente del río "De los perros de agua o De las nutrias" que nace en las estribaciones del cerro "Picacho" de la sierra de Guevea de Humbolt y con desembocadura en el golfo de Tehuantepec. 
El Espinal se encuentra ubicado en la región del Istmo de Tehuantepec, a los 16º 29’ 26” de latitud norte, y 95° 2’ 40” de longitud oeste.

## Historia
Los primeros núcleos humanos que poblaron El Espinal datan de finales del siglo XVII. En el libro "Cuadro Sinópticos de pueblos, ranchos y haciendas del estado libre y soberano de Oaxaca" en lo concerniente a la Jefatura Política de Juchitán, el señor Francisco León de la Barra "Pancho León", consignó el 17 de septiembre de 1883 al Congreso del Estado para integrarse a su memoria administrativa los siguientes datos: "Espinal Santa Cruz, por los títulos de 1590 era una finca propiedad de la familia Fuentes y Guzmán. Cuenta con 1000 habitantes. 
En el volumen 760, Exp 2 Página 199 en adelante, analizando en el Archivo General de la Nación, en la sección tierras, obran documentos en los que se relatan varias diligencias practicadas a raíz de un reclamo hecho por los naturales de Santa María Asunción Ixtaltepec, al alférez y capitán general, don Juan de Carta Luzurriaga, español avecindado en Tehuantepec o "Guadalcázar". sobre la propiedad de tierras de la hacienda de Zopiloapan. 
En 1756, la Real Audiencia del Virreinato de la Nueva España, a través del alférez y capitán general, se declara que dichos terrenos no pertenecían a los ixtaltepecanos y pertenecián a la hacienda de Zopiloapan, cuyos primeros usufructuaruarios fueron don Diego Ruiz de Andrada y de su esposa doña Gerónima Cortés de Mendoza, quienes tomaron posesión de ellos en 1572 por mercer que les otorgará el excelentísimo señor Don Gastón de Peralta, Marqués de Falces y Conde de Santiesteban, en aquel  entonces virrey de la Nueva España. 
Según documentos que se encuentran en la iglesia principal dedicada a la Virgen del Rosario, patrona del pueblo, se asienta que Sebastián López poseía los títulos que lo acreditaban como propietario de una finca por merced que le otorgara el virrey. Que era una humilde propiedad inmediata al terreno de los Fuentes y Guzmán, ricos hacendados que la adquirieron después de varias sucesiones legítimas. Estos señores luego de la nueva heredad, la poblaron convirtiéndola en la hacienda de la Santa Cruz Espinal.  El Espinal se fundó y se pobló como consecuencia de las actividades agrícolas y ganaderas de la hacienda Santa Cruz.

## Demografía
El Espinal, es un municipio con 8 730 habitantes de acuerdo con los resultados del INEGI. Censo de Población y Vivienda 2020.
| Población masculina                            | 4,239 |
| Población femenina                             | 4,491 |
| Viviendas habitadas                            | 2,584 |
| Porcentaje de población de 15 a 29 años, 2010  | 23.5  |
| Porcentaje de población de 60 y más años, 2020 | 18.01 |
| Relación hombres-mujeres, 2020                 | 94.39 |

## Educación
En cuanto a la educación el municipio cuenta con 15 instituciones entre el nivel preescolar, primaria, secundaria ,preparatoria y universidad.

## Tradiciones y costumbres
El Espinal es un pueblo que conserva costumbres ancestrales, con cierta modificación pero con importante esencia espiritual. La cultura zapoteca vive en su lengua,  las fiestas tradicionales y vestimenta de los y las espinaleñas, aunque en los últimos años ha ido en declive debido a que las nuevas generaciones ya no optan por la cultura y lengua zapoteca a causa de la indiferencia y la nula introducción de este dialecto en las escuelas.

### Fiestas
En el municipio la fiesta grande es en noviembre, meses antes, el presidente municipal reúne a los representantes de agrupaciones y asociaciones en el Palacio Municipal para decidir si existen las condiciones económicas y sociales principalmente que permitan la realización de los festejos. En los años 60 una intensa sequía dejó en ruinas a la mayoría de los habitantes del pueblo que se dedicaban a la agricultura, pese a esto la fiesta no se llevó a cabo por la gran desolación que trajo la pobreza. En nuestros tiempos la actividad económica ya no se basa principalmente en la agricultura, una gran parte de la población son obreros, profesionistas y artesanos pero se sigue celebrando el acto protocolario donde el pueblo, a través de sus representantes, es quien decide si se hacen o no los festejos y la fecha de estos.
En septiembre se integra la junta de jaripeo, para ello el presidente municipal convoca al pueblo. A los concurrentes se les inquiere en lengua zapoteca : "bini xquidxec, uridxe latu pur tu ma che ganda záa xquidxinuu, záa stic Xunaxi Rosario. Xi natu zaquite yuzee la o coc" Contestan: Xi ñe coc  ya, huadxi que quítemee. Záa stick Xunaxi". Lo que traducido al español dice: "Gente de mi pueblo, los llamé porque se aproximan las fiestas del pueblo, fiesta de la Virgen del Rosario, ¿Qué dicen, habrán corridas de toros, si o no?, contestan: ¿Por qué no? Deben de haber "toreadas" es fiesta de todo el pueblo, es fiesta de la Virgen. Tan arraigada es la costumbre en el ánimo del pueblo espinaleño que la cuota o tequio resulta una obligación moral.
Los habitantes se preparan esos días para festejar a la Virgen del Rosario, son tres días en los cuales la algarabía no se hace esperar, generalmente se celebra en la tercera semana del mes.
Todo comienza el viernes por la noche con la calenda que organizan los mayordomos, recorren las calles y avenidas principales de la población acompañados por música de la banda del pueblo, cohetes, faroles y la quema del tradicional torito.
Cerca de la media noche la contingencia llega a la explanada del templo de la Virgen patrona de los y las espinaleñas, ahí al coro de: ¡Viva la Virgen del Rosario!, ¡Viva Espinal! comienza la quema del torito y de los castillos que generalmente son una replica de la imagen de la Virgen. Así comienza la feria del pueblo. 
Los visitantes llegan de muchos rincones de nuestro país; son espinaleños y espinaleñas que no han olvidado a su pueblo ni los milagros que la Virgen les ha concedido. En días anteriores, la H. Junta de Jaripeo se encarga de la recolección del Tequio, todos los habitantes del pueblo aportan una cantidad en moneda o en especie para la realización de la fiesta, los tres días posteriores a la calenda los habitantes y visitantes se reúnen para disfrutar del jaripeo; se construye un ruedo hecho de otate y los techados de palma para cubrirse del sol.
Son dos corridas de toros al día, participan toreros profesionales, vestidos de luces hacen vibrar a los espectadores quienes con aplausos reconocen su valentía. Los padrinos de toros traen consigo adornos de flores de papel en variados colores que se coloca al cuello del animal en la frente y la cola, entonces saltan al ruedo los montadores, quienes montan por el gusto de demostrar sus habilidades o por las recompensas en moneda y regalos que ofrecen los padrinos, la Junta de Jaripeo y algunos espectadores después de apreciar una buena monta.
El martes de feria se lleva a cabo la “Tirada de Frutas” y paseo de carros alegóricos, los capitanes de cabalgatas que fueron elegidos un año antes encabezan el contingente, le acompañan las hermosas jóvenes que ejercen su reinado en cada una de las Velas: “Primavera”, “San Juan”, “Vela San Mateo” y estrenándose este 2009, la "Vela del Rosario" la cual fue un rotundo éxito con gran concurrencia de asistentes a este magna celebración; pasean por las calles del pueblo regalando a su paso toda clase de artículos de primera necesidad para el hogar.
El miércoles es la tradicional “lavada de ollas”, en el domicilio de los capitanes de las celebraciones. Se reúnen de nueva cuenta los amigos, los parientes y todos aquellos que deseen asistir a la verde enramada.
Así se cierran las fiestas en honor a la Virgen Patrona de los espinaleños; la Virgen del Rosario. Las mayordomías propias de la labrada de cera de la Virgen del Rosario se realizan en el mes de julio.

### Labrada de cera

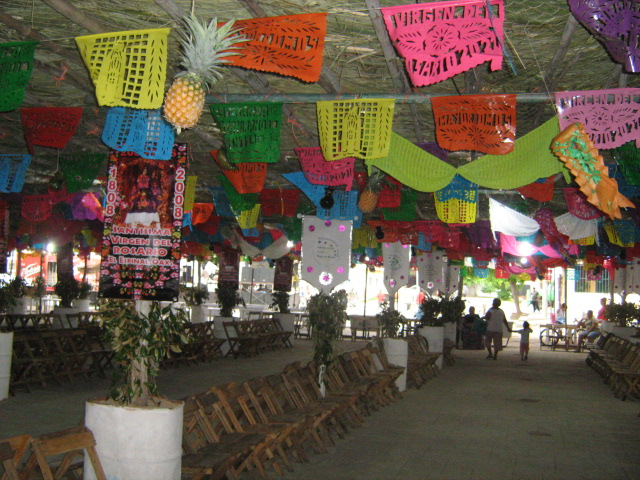
Labrada de cera de la Virgen del Rosario

En el mes de julio se confeccionan las velas, celebración llamada "Labrada de Cera", para llevarlas al altar, precisamente el 12 de octubre, día en que se oficia una misa en honor de la santísima Virgen del Rosario. La fiesta de mayordomía inicia el jueves en la noche con la "lavada de maíz" y el viernes "la calenda" por las principales calles de la población. El sábado es el paseo de los toritos que serán sacrificados por preparar los alimentos que serán ofrecidos a los invitados. La ceremonia principal es el domingo, un acto litúrgico combinado con la fe católica, bajo la sombra de una fresca enramada construida por los "Guzanagoolas" en el centro de la población. Los creyentes sostienen en su diestra el pábilo, que es bañado de cera hasta formar el tamaño adecuado. Concluye al mediodía y a esta hora se hace la ceremonia de relevo de mayordomía a otra familia, que se ofrece hacer la fiesta para el próximo año, dando inicio el baile que transcurre por el resto de la tarde.
Los anfitriones reciben de los concurrentes, desde temprana hora, la lismona (Gúuna) y, en reciprocidad, les brindan un estofado de res y bebidas refrescantes.

### Las velas

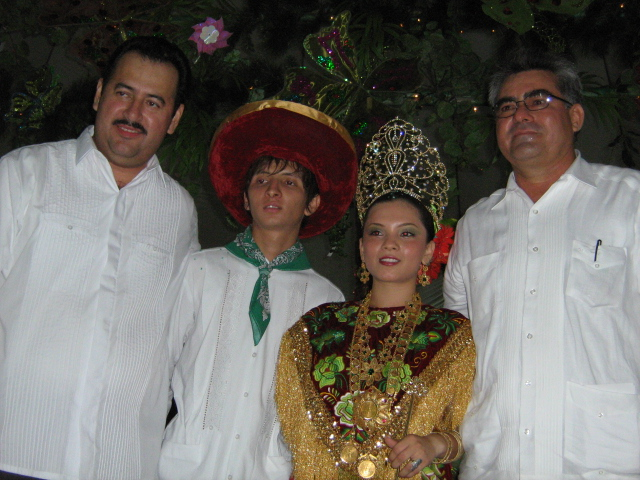
Itzamara I, reina de la Vela Primavera,

No se precisa la época de inicio de esta tradición, aunque algunos testimonios los ubican a finales del siglo XIX. Mayo es el mes de las velas. Esplendor de la primavera e inicio del cultivo del maíz con las primeras lluvias del año, se consagra la devoción de San Lucas, San Juan, San Mateo y El de nuestra santísima Virgen del Rosario. Cabe mencionar que las tres primeras velas son las históricas. Cada una de las velas tiene un color característicos. En la vela primavera es color verde, en la vela San Juan es el color amarillo y la vela San Mateo es morado. 
La fiesta dura hasta el amanecer del día siguiente, las espinaleñas lucen el hermoso traje regional, de “tehuana”, con vistosos listones y trenzas en su cabellera. Son tres celebraciones; la Primavera, la de San Juan y la vela de San Mateo. La fiesta se inicia con la coronación de la reina en los dos primeros casos y en la última la embajadora, quien representa a la sociedad de esa vela en los eventos sociales durante todo el año. En este tipo de festividades acude la mayor parte de la población y es la ocasión apropiada para hablar de temas como política, empleo, etc.
De entre estas tradiciones, la manifestación que más se destaca es sin duda el tequio.

### Indumentaria
La enagua, falda larga de la cintura hasta los pies y el huipil de tela de varios colores es la vestimenta común de la mujer espinaleña, es el típico traje de la mujer zapoteca.
Para los acontecimientos de relevancia, lo usual en las mujeres es el “traje Regional” de tehuana.: Huipil o blusa cerrada de cuello circular estampada a semejanza de flores, bordada con hilo-seda y la enagua de falda ancha, al extremo el olan blanco hasta el empeine.
Este traje, de vivos y llamativos colores, es el de gala. Muy apreciado sobre todo cuando se porta en las mayordomías y bailes titulares o en las velas de mayo con alhajas, monedas lustrosas de oro en cadenas colgadas en el cuello, pendientes de oro en los lóbulos de las orejas y pulseras en la mano, generalmente ataviadas de vistosas monedas de Oro, como el Centenario. Luce majestuosa la mujer espinaleña , orgullosa de su estirpe que es producto de la mezcolanza menos indígena y más criolla. El varón, usa guayabera blanca de manga larga o corta y pantalón oscuro.